# Jos Baudewijn
Jos Baudewijn (Wetteren, 17 januari 1922 – Antwerpen, 11 december 2006) was een Vlaams radiopresentator en -producer bij de BRT (heden VRT).

## Biografie
Baudewijn was scheikundige van opleiding. Nog voor de Tweede Wereldoorlog had het gezin een radio aangeschaft. Zo kreeg hij de liefde voor de radio en muziek van thuis mee. In zijn woonplaats Wetteren fungeerde Baudewijn lange tijd als omroeper: hij bracht inwoners op de hoogte van belangrijke evenementen en deed verslag van lokale gebeurtenissen zoals wielerwedstrijden. Deze activiteiten brachten hem bij de radio. In 1945 nam hij deel aan een stemtest bij de toenmalige NIR. De nervositeit speelde hem echter parten. Hij kreeg vaderlijk de raad om "later nog eens terug te komen als hij kon praten". Acht jaar later waagde hij opnieuw zijn kans en met succes. In 1954 begon hij bij de NIR als regisseur-omroeper. 
Zijn zin voor vernieuwing bracht hem geregeld in aanvaring met de Radio 2-top. Baudewijn stond dan ook aan de wieg van heel wat nieuwe radiotrends: hij introduceerde tijdens de Expo 58 verkeersinformatie, stond aan de wieg van de eerste verzoekprogramma's, en zorgde ook voor vernieuwing door sport te combineren met lichtere muziek. In 1959 kwam zijn echte doorbraak. Meer dan zeven jaar presenteerde hij onafgebroken na elkaar 'Sportnamiddag' op de nationale radio. Van 1967 tot aan zijn pensionering in 1987 werd hij producer bij BRT 2 Omroep Antwerpen. 
Hij presenteerde programma's als Variété van 12 Tot 2 en De Eerste Dag. Vragen staat vrij, het zondags verzoekprogramma op Radio 2 dat werd gepresenteerd door Lutgart Simoens, werd door hem bedacht. Na Baudewijns overlijden op 11 december 2006 zei Simoens over hem:
"Hij had zelf ongeveer 60.000 platen en was enorm goed op de hoogte van het reilen en zeilen in de muziekbusiness. Hij heeft de uitstraling van Radio 2 in belangrijke mate mee bepaald."

## Trivia
- Toen een pyromaan vanuit de gevangenis het plaatje Eenzaam zonder jou aanvroeg, zou Baudewijn in plaats daarvan Met de vlam in de pijp van Henk Wijngaard hebben gedraaid.[1]

Huidig (anno 2022):
Luc Appermont · Cara Cobbaert · Anja Daems · Sandra Deakin · Karolien Debecker · Kim Debrie · Peter De Groot · Lars De Groote · Guy De Pré · Chris Dusauchoit · Dirk Ghijs · Peter Hermans · Wouter Landuyt · Filip Ledaine · Daan Masset · Caren Meynen · Sven Pichal · Marc Pinte · Harald Scheerlinck · Siska Schoeters · Benjamien Schollaert · Showbizz Bart · Sharon Slegers · Jo Van Damme · Niels Vandeloo · Sonny Vanderheyden · Cathérine Vandoorne · Christel Van Dyck · Ruben Van Gucht · Iris Van Hoof · Vanessa Vanhove · Britt Van Marsenille · David Van Ooteghem · Peter Verhulst · Dirk Vlaeyen · Pascal Vranckx · Albrecht Wauters
Voormalig:
Luk Alloo · Johan Anthierens · Nand Baert · Erik Baeyens · Wim Bary · Jos Baudewijn · Flor Berckenbosch · Marcel Beerten · Wilfried Bertels · Marc Brillouet · Els Broeckmans · Fred Brouwers · Edwin Brys · Ro Burms · Walter Capiau · Annemie Coppieters · Harry Creemers · Karel Daerden · Christoff · Conny De Boos · Hein Decaluwé · Jessie De Caluwe · Jo met de Banjo · Gust De Coster · Martin De Jonghe · Paula De Meulder · Els De Vuyst · Frank Dingenen · Michel Follet · Jacky Geerts · Jos Ghysen · Margriet Hermans · Irene Houben · Michel Ilsen · Rita Jaenen · Chris Jonckers · Tante Kaat · Luk de Laat · Jo Leemans · Leki · Kathy Lindekens · Kris Luyten · Micha Marah · Betty Mellaerts · Kaat Mendonck · Freek Neirynck · Line Ooms · Sven Ornelis · Katrien Palmers · Gerard Pollet · Julien Put · Hugo Raspoet · Niko Reynaert · Luk Saffloer · Karel Segers · Lennart Segers · Lutgart Simoens · Rudi Sinia · Dirk Somers · Dré Steemans · Jan Theys · Gene Thomas · Wiet Van Broeckhoven · Marc Van den Hoof · Dieter Vandepitte · Karin Van den Berghe · Thomas Van der Spiegel · Kurt Van Eeghem · Wim Van Gansbeke · Els Van Herzeele · Ilse Van Hoecke · Bert Van Molle · Jan Van Rompaey · Paula Van Wilder · Louis Verbeeck · Karel Vereertbruggen · Herwig Verhovert · Luc Verschueren · Johan Verstreken · Tom Vossen · Eddy Wally · Niels William · Edwin Ysebaert · Zaki